# Leonilla Bariatinskaya
Leonilla Ivanovna Bariatinskaia, Princesa de Sayn-Wittgenstein-Sayn (russo: Леонилла Ивановна Барятинская) (9 de maio de 1816 – 1 de fevereiro de 1918) foi uma aristocrata russa, esposa de Luís, Príncipe de Sayn-Wittgenstein-Sayn, filho de Peter Wittgenstein. Ela foi o tema de uma série de retratos de Franz Xaver Winterhalter.

## Biografia
Leonilla nasceu em 1816, em Moscou. Era filha do príncipe Ivan Ivanovich Bariatinsky, membro de uma das mais influentes famílias da realeza russa, e da condessa Marie Wilhelmine von Keller, filha do conde Count Christoph von Keller, um diplomata alemão, e da condessa Amalie Louise zu Sayn-Wittgenstein-Ludwigsburg que, por sua vez, era filha da princesa Catarina de Schleswig-Holstein-Sonderburg-Beck.
Em 23 de outubro de 1834, Leonilla se casou com seu primo, um dos assistentes pessoais do czar, príncipe Ludwig zu Sayn-Wittgenstein-Berleburg (1799–1866), no Castelo Marino, no Oblast de Kursk. Ludwig era um aristocrata russo, de ascendência alemã, que era conhecido na Rússia como Lev Petrovich Wittgenstein. Era o filho mais velho do príncipe Peter Wittgenstein, e de Antonia Cäcilie Snarska, da nobreza polonesa. Ludwig já fora casado anteriormente, com a princesa Stefania Radziwill, que acabou lhe deixando, após sua morte prematura, uma grande fortuna e dois filhos: Peter, morto ainda na infância, e Marie, que se casaria com o príncipe Chlodwig zu Hohenlohe-Schillingsfürst, chanceler do Império Germânico.
Juntos, Leonilla e Ludwig tiveram quatro filhos. Conhecida por sua beleza, Leonilla causava grande impressão na corte russa, mas seu marido perdeu o favoritismo junto aos nobres por tratar seus servos de maneira mais humana que seus conterrâneos. O casal acabou por deixar a Rússia em 1848. Ludwig recebeu de presente do rei Frederico Guilherme IV da Prússia, um antigo castelo de sua família, que fora destruído na Guerra dos Trinta Anos. 
Com a compra de uma antiga residência de um cavalheiro em Sayn, ele ganhou o título de príncipe (fürst) zu Sayn-Wittgenstein-Sayn.
Ambos eram proprietários de várias extensões de terra na Rússia, com propriedades em Pavlino, Kamenka, ao sul de Kiev e em Werki, hoje na Lituânia. A família mudava constantemente entre as várias residências conforme mudavam as estações do ano, levando os filhos, animais de estimação, servos e tutores particulares.
Ludwig e Leonilla tinham uma antiga mansão barroca dos Condes de Boos-Waldeck abaixo do Castelo de Sayn, reconstruída em uma residência principesca em estilo neogótico. Seu filho mais novo, Alexander, casou-se com Yvonne, filha do duque francês de Blacas, e herdou Sayn após os casamentos morganáticos de seus irmãos mais velhos, Peter, Friedrich e Ludwig. Após a morte prematura de sua esposa, ele se casou novamente e passou sua vida como conde de Hachenburg nas antigas residências da família em Hachenburg e Friedewald, no Westerwald.

## Catolicismo
Em 24 de junho de 1847, com o consentimento do marido, Leonilla se converteu da Igreja Ortodoxa para o catolicismo. A fé cristã sempre foi de grande influência em sua vida. Depois de se tornar viúva, ela se dedicou ao trabalho filantrópico. Em 1876, época em que o exercício da fé católica não era autorizado no cantão de Vaud, Leonilla construiu uma capela privada em sua propriedade, que se tornou uma igreja consagrada em 1912. Seu funeral foi realizado nesta igreja em 5 de fevereiro de 1918.

## Morte
Princesa Leonilla morreu em 1 de fevereiro de 1918, em Lausana, na Suíça, aos 101 anos. Leonilla foi um dos membros mais longevos da realeza na época.